# سرجیو (بازیکن فوتبال، زاده ۱۹۷۶)
سرجیو (انگلیسی: Sergio؛ زادهٔ ۱۰ نوامبر ۱۹۷۶) بازیکن سابق و مربی فوتبال اهل اسپانیا است.